# S-dualità
La S-dualità permette di relazionare tra loro due teorie delle stringhe che abbiano costanti di accoppiamento di diverse intensità, l'una debole, l'altra forte. Le costanti di accoppiamento sono una misura dell'intensità di un'interazione e contemporaneamente del suo comportamento; ad esempio nella gravità, l'accoppiamento è dato dalla costante di Newton {\displaystyle G_{N}} mentre nell'elettromagnetismo è proporzionale alla costante di struttura fine {\displaystyle \alpha }:.
Sia nella fisica delle particelle che nella teoria delle stringhe, di solito le ampiezze di scattering e altre grandezze devono essere sommate tenendo conto dell'aumentare dell'esponente della costante di accoppiamento {\displaystyle g^{2}} (detta anche loop expansion parameter, ovvero parametro di espansione di loop):
{\displaystyle A\left({g^{2}}\right)=\sum \limits _{n=0}^{\infty }{g^{2n}A_{n}}=A_{0}+g^{2}A_{1}+g^{4}A_{2}+\cdots }
Nell'elettromagnetismo, a basse energie, la costante di accoppiamento {\displaystyle \alpha } è straordinariamente piccola e le elevate potenze di {\displaystyle \alpha } diventano troppo piccole per la materia ordinaria. I primi termini della serie competono ad offrire una buona approssimazione del valore reale, che spesso non può essere calcolato completamente perché non esiste un'adeguata tecnologia matematica che permetta di farlo in una volta sola. Se la costante di accoppiamento diventa molto grande, la teoria perturbativa diventa inutile, perché potenze più elevate del parametro di espansione sono maggiori, non minori, delle potenze inferiori. Questa è una teoria con forte costante di accoppiamento. Le costanti di accoppiamento nella teoria quantistica dei campi finiscono per dipendere dall'energia per via degli effetti del vuoto quantistico. Una teoria quantistica dei campi può essere debolmente accoppiata a basse energie e fortemente accoppiate ad alte energie, come succede con la costante di struttura fine {\displaystyle \alpha } in elettrodinamica quantistica, oppure il contrario, come la costante di accoppiamento per i quark e l'interazione dei gluoni in cromodinamica quantistica.
In una teoria, alcune grandezze non possono essere calcolate completamente usando una teoria perturbativa, specialmente se si tratta di un debole accoppiamento. Per esempio, l'ampiezza
{\displaystyle A\left({g^{2}}\right)_{NP}\sim \exp \left({\frac {c}{g^{2}}}\right)}
non è espandibile per il valore {\displaystyle g^{2}=0}. Questo è tipico delle transizioni dell'effetto tunnel, che nella fisica classica è vietato dalla legge di conservazione dell'energia. Le teorie delle stringhe prevedono due tipi di espansioni perturbative: un'espansione nelle potenze del parametro di stringa {\displaystyle a'} nella teoria di campo corrispondente, sul piano di stringa (string worldsheet) bidimensionale e un'espansione quantistica a loop per le ampiezze di scattering di stringa in uno spazio-tempo d-dimensionale. Ma al contrario delle teorie con particelle, il parametro del loop quantistico di stringa non è soltanto un numero, ma dipende da ciascuna delle configurazioni dinamiche della stringa, chiamate campo di dilatone {\displaystyle \phi \left(x\right)}:
{\displaystyle g_{st}^{2}=e^{2\phi \left(x\right)}}.
Questa relazione tra il dilatone e il parametro di espansione del loop di stringa è importante per capire la relazione di dualità nota come S-dualità. La S-dualità può essere più facilmente esaminata nella teoria di stringa tipo IIB. Il basso limite di energia del tipo IIB (cioè il più basso non-triviale ordine nel parametro di stringa {\displaystyle \alpha '}) è una teoria di campo supergravitazionale tipo IIB, che caratterizza un campo scalare complesso {\displaystyle \rho (x)}, la cui parte reale è il campo d'azione {\displaystyle \chi (x)} e la cui parte immaginaria è l'esponenziale del campo del dilatone {\displaystyle \phi \left(x\right)}:
{\displaystyle \rho =\chi +ie^{-\phi }}.
Questa teoria di campo è invariante se sottoposta ad una trasformazione globale dal gruppo {\displaystyle SL(2,R)} (in cui compaiono effetti quantistici a partire da {\displaystyle SL(2,Z)}), con il campo {\displaystyle \rho \left(x\right)} che si trasforma secondo
{\displaystyle \rho \to {\frac {a\rho +b}{c\rho +d}},\quad ad-bc=1}.
Se non ci sono contributi dal campo di azione, allora il valore che ci si può aspettare dal campo {\displaystyle \rho \left(x\right)} è fornito solo dal dilatone. Identificando il dilatone con {\displaystyle g_{st}}, la trasformazione {\displaystyle SL(2,Z)}, con {\displaystyle b=-1,c=1}
{\displaystyle \langle \rho \rangle ={\frac {i}{g_{st}}}}
{\displaystyle \rho \to -{\frac {1}{\rho }}\Rightarrow g_{st}\to {\frac {1}{g_{st}}}}
suggerisce che la teoria, a costante di accoppiamento {\displaystyle g_{st}}, è uguale alla teoria con costante {\displaystyle {\frac {1}{g_{st}}}}. Questa trasformazione è chiamata S-dualità. Se due teorie di stringhe sono relazionate da questa dualità, allora una teoria con una forte costante di accoppiamento è uguale ad un'altra con costante debole. Poiché la superstringa di tipo IIB è internamente duale, forti e deboli limiti di accoppiamento corrispondono. Questa dualità consente una comprensione del limite di accoppiamento forte della teoria che non sarebbe possibile in alcun altro modo. Ancora più sorprendentemente, la superstringa di tipo I, grazie alla S-dualità, è in relazione alla superstringa eterotica SO(32). Ciò è sorprendente perché il tipo I contiene sia stringhe chiuse che aperte, al contrario delle eterotiche che annoverano solo stringhe chiuse. La spiegazione di questa anomalia, che di fatto è una virtù nella teoria delle stringhe, è che per costanti di accoppiamento molto forti, la teoria eterotica SO(32) prevede eccitazioni da cui risultano stringhe aperte, stringhe che sono altamente instabili nel debole limite di accoppiamento della teoria: è questo il limite in cui la stringa eterotica è solitamente compresa.